# Ursula Pizarro
Pour les articles homonymes, voir Pizarro.
Ursula Pizarro, née en 1990 à Lima au Pérou, est une réalisatrice, productrice, et scénariste péruvienne de cinéma résidant en France, reconnue pour son approche distinctive des femmes. Elle est fondatrice de l'entreprise péruvienne Noumeno.

## Biographie
Elle s'est spécialisée en réalisation de fiction à l'Escuela Internacional de Cine y Televisión (EICTV).
En plus de ses contributions à la télévision pour enfants en tant que réalisatrice sur le Canal IPe, Pizarro a travaillé dans le cinéma et le théâtre en tant que productrice exécutive.
En ce qui concerne le théâtre, elle a collaboré avec des metteurs en scène de renom tels que Roberto Ángeles, Alberto Ísola, Mariana de Althaus, entre autres,. Dans le domaine du cinéma, elle a réalisé des projets en collaboration avec le Mexique, l'Allemagne, les États-Unis et le Panama, et est co-créatrice de la série web primée Dos es Mucho,,.

## Filmographie
| Année | Titre                   | Rôle        | Réalisateur     | Pays    | Notes         |
| ----- | ----------------------- | ----------- | --------------- | ------- | ------------- |
| 2026  | Muñecas de Arcilla      | Productrice | Marianne Majluf | Espagne | Court métrage |
| 2026  | Why Are You Still Here? | Productrice | Leonardo Cross  | France  | Court métrage |

## Distinctions

### Prix
Pour Dos es Mucho :
- Meilleure Réalisation (au Lima Web Fest 2017)
- Meilleur Scénario (au Lima Web Fest  2017)
- Meilleure Série Web (au Lima Web Fest  2017)

Pour la chaîne IPe :
- Meilleur programme éducatif (dans les Premios TAL (Televisión América Latina)

### Nominations
- Sélection officielle pour la conférence INPUT TV 2017 - Grèce, avec les programmes : Chicos IPe et ¿Qué es para ti?
- Finaliste de la Sélection Officielle du festival Comkids et Prix Jeunesse Iberoamericano 2017, Catégorie Meilleur microprogramme ibéro-américain. Nommé : Chicos IPe - ¿Qué es para ti?
- Finaliste aux Prix TAL 2019.